# Nicolas La Grange
Pour les articles homonymes, voir Lagrange.
Nicolas La Grange est un dramaturge français, né à Montpellier en 1707 et décédé à Paris, à l'hôpital de la Charité en 1767.

## Œuvres personnelles
Les Œuvres de théâtre de M. de La Grange contenant toutes ses pièces tant du théâtre français que du théâtre italien, Paris, N. B. Duchesne, 1758, avec approbation et privilège du Roi, rassemblent les œuvres suivantes, déjà publiées antérieurement :
- Le Déguisement, comédie en vers, en 1 acte, Paris, L.-F. Prault, 1735[4], (BNF 30719157). Représentée pour la première fois par les Comédiens italiens le 13 décembre 1734.
- Les Contre-temps, comédie en vers, en 3 actes,  Paris, Prault fils, 1736 (BNF 30719156), lire en ligne sur Gallica.
- L'Italien marié à Paris, comédie, Paris, P. Ribou, 1737 (BNF 38763745). Représentée pour la première fois, par les comédiens Italiens le 15 juin 1737.
- L’Accommodement imprévu, comédie, Paris, Le Breton, 1738 (BNF 30719155). Représentée pour la première fois par les Comédiens ordinaires du Roi, le 12 novembre 1737.
- Le Rajeunissement inutile, comédie en vers et en 3 actes, avec des divertissements, Paris, Le Breton, 1738 (BNF 30719161). Représentée par les Comédiens françois le 27 septembre 1738.

La France littéraire lui attribue par ailleurs :
- Le Bon Tuteur, comédie en 3 actes et en vers libres, Paris, Cl. Hérissant, 1764. Rééd. Le bon tuteur et l'indolent, La Haye, Libr. assoc., 1770[5].

Le catalogue de la Bibliothèque nationale de France lui attribue également :
- La Gageure, comédie en 3 actes et en vers libres, avec un divertissement, par M. Du P*** [Procope et La Grange], Paris, veuve Cailleau, 1752 (BNF 30719159). Représentée pour la première fois par les Comédiens italiens ordinaires du Roi le 9 février 1741.
- Le Phaëton renversé, poëme héroï-comique, Avignon, Paris, C.-J.-B. Hérissant, 1755 (BNF 30719160).
- L'Écossaise, comédie en 5 actes, traduite de l'anglais [par Voltaire], mise en vers par La Grange, Paris, Duchesne, 1761 (BNF 30719158). Représentée pour la première fois par les Comédiens italiens ordinaires du Roi le 20 septembre 1760.